# DM Telai
Die DM Telai S.r.l. ist ein privates italienisches Unternehmen mit Sitz in Zola Predosa bei Bologna. Es stellt vorwiegend Mountainbikes und Pocketbikes her.

## Pocketbikes

### 2006
Das erste Modell der beliebten Reihe trägt den Namen „GP1“ und ist stark an das Design der MotoGP-Motorräder angelehnt. Der Gitterrohrrahmen und die Schwinge sind aus hochfestem Stahl (24CrMo4). Die Motorisierungen variieren stark, so wurde die GP1 mit einem 40 cm³ luftgekühlten BZM, einem 50 cm³ wassergekühlten Polini Motor oder einem 50 cm³ BZM Motor ausgeliefert. Die leistungsstärkste Option hat etwa 16,5 PS. Die Bremsen sind ebenfalls einfache, mechanische Scheibenbremsen, deren Wirkungsgrad trotz ihres simplen Aufbaus nicht zu unterschätzen ist. Die Tankkapazität liegt bei etwa 1,3 Liter.

### 2008
2008 folgte das erste Facelift, bei dem Sitzbank und Verkleidung überarbeitet und optimiert wurden. Ebenfalls neu war die Aluminiumschwinge, sowie der in seiner Form leicht veränderte Heckträger. Ab sofort trägt das Flaggschiff von DM Telai den Namen „GP1 Factory“. Hydraulische Formula-Scheibenbremsen sind nun Standard. Die Schwinge ist bei den Factory-Modellen durch so genannte „Knochen“ verstellbar. Ab sofort ist auch eine 28 mm starke Factory-Gabel erhältlich sowie verstellbare Fußrastenhalteplatten aus Aluminium.

### 2009
Mit Anbruch des neuen Jahres präsentierte DM Telai ein komplett neu durchdachtes Bike, das einige neue Features in die Minimoto Szene brachte. Der Heckträger, der Verkleidungshalter, die Verkleidung und die Sitzbank wurden durch modernere Formen ersetzt. Im Hauptrahmen wurde eine zusätzliche Strebe eingesetzt, um die von der 2008er-Modellserie bekannten Rahmenbrüche in Zukunft zu verhindern. Ab 2010 ist das Pocketbike erstmals mit einem Iame-CS Motor erhältlich. Die Leistung im Auslieferungszustand liegt bei etwa 17 PS. Für einen Aufpreis ist der etwa 2 Kilogramm leichtere Aluminium-Hauptrahmen veräußerlich. Der Oversize-Kühler von BZM findet nun auch Platz in der Verkleidung.

### 2011
Im Modelljahr 2011 wurden weitere Fräsungen an Verkleidung sowie Sitzbank vorgenommen. Das Kettenspannsystem der Aluminiumschwinge wurde weiter überarbeitet.

### 2015
Ab 2015 werden keine Bikes mehr mit BZM Motoren verkauft. Die Bikes werden ausschließlich mit CS-Iame oder Polini Motoren ausgeliefert.

### 2016
Ab 2016 ist die DM Factory mit einer neu gestalteten Sitzbank erhältlich. Diese Sitzbank lässt mehr Beinfreiheit zu und ist somit für Fahrer die mit dem Knie unter ihrem Ellenbogen in der Kurve fahren, besser geeignet.

## Mountainbikes

### DM Telai 679
Bei dem DM Telai 679 handelt es sich um ein Superenduro-Mountainbike, ausgestattet mit einer FORMULA-MTB-35-Federgabel und einem Rockshox-Monarch-RT3-Dämpfer. Auf Grund des 27,5-Zoll-Laufrades (vorne) und des 29-Zoll-Laufrades (hinten) wird der Federweg auf 140 mm beschränkt. Gebremst wird durch 203-mm-Bremsscheiben und hydraulische Formula-C1-Scheibenbremsen. Die Sram-X9-Schaltwerkskomponenten befinden sich an Umwerfer und Schaltwerk sowie an den Handtriggern.

### DM Telai 679 Electro
Das 679 Electro ist eine exakte Kopie des 679 mit einem durch 36V betriebenen Elektromotor, der 250 Watt leistet und seine Leistung auf 40–60 Kilometer Reichweite zur Geltung bringt.